# Bão Lingling (2019)
Bão Lingling, còn có tên gọi khác là Liwayway, là một cơn bão cuồng phong trong năm 2019. Lingling được xem là cơn bão mạnh nhất đổ bộ trực tiếp lên Bắc Triều Tiên trong lịch sử với sức gió lên đến trên 130 km/h khi đổ bộ (07/9/2019). Bão Lingling cũng là cơn bão tấn công trực tiếp lên Triều Tiên kể từ bão Bolaven năm 2012.

## Lịch sử khí tượng
Vào ngày 31 tháng 8, ba áp thấp nhiệt đới đã hình thành, một trong số đó là ở phía đông của Mindanao. Sau đó, Trung tâm Cảnh báo chung JTWC đã đưa ra cảnh báo hình thành Bão nhiệt đới cho áp thấp nhiệt đới. Vào ngày 1 tháng 9, cơ quan PAGASA của Philippines đã nâng cấp hệ thống và đặt tên cho là Liwayway.. JTWC sau đó đã cho Liwayway số hiệu 15W. Đầu ngày 2 tháng 9, Cơ quan Khí tượng Nhật Bản JMA báo cáo rằng Liwayway đã tăng cường thành một cơn bão nhiệt đới và đặt tên cho hệ thống là Lingling. Lingling tiếp tục mạnh dần thêm, và ngay sau đó, JTWC đã nâng cấp Lingling thành một cơn bão nhiệt đới. Lingling sau đó hình thành một con mắt, khi JMA nâng cấp nó thành một cơn bão nhiệt đới dữ dội. Lingling đạt cấp bão cuồng phong cấp 1 vào cuối ngày 3 tháng 9. Bão Lingling (Liwayway) sau đó được tăng cường, hút tàn dư của các áp thấp nhiệt đới xung quanh và bắt đầu dần dần củng cố xung quanh trung tâm của mắt. Lingling sau đó đã trải qua sự tăng cường nhanh chóng từ các điều kiện thuận lợi gần Biển Đông và sớm trở thành Loại 2, và sau đó là Loại 4 trên thang Saffir-Simpsons khi đang ở phía đông Đài Loan. Con mắt trở nên rõ ràng và rộng khi Lingling tiếp tục mạnh hơn hơn nữa. PASAGA phát đi cảnh b1o cuối cùng về cơn b4o khi nó di chuyển ra khỏi khu vực quan sát của Philippines. Lingling đổ bộ lên đảo Miyako với cường độ cực đại. Nó dần suy yếu khi nó ở phía đông của Trung Quốc khi tiếp xúc nước biển lạnh hơn. Vào lúc 2:30 chiều KST (05:30UTC), Lingling đã đổ bộ vào tỉnh Nam HwangHae, Bắc Triều Tiên với sức gió 130 km/giờ (80 dặm/giờ), trở thành cơn bão đầu tiên và cơn bão mạnh nhất tấn công đất nước. Vào ngày 8 tháng 9, Lingling suy yếu thành một cơn bão nhiệt đới dữ dội nằm trên biên giới Nga-Trung Quốc với sức gió tối đa là 95 km/h.

## Tác động
Đi qua phía đông Philippines, Lingling gây ra lũ lụt ở Luzon. Thiệt hại nông nghiệp ở Pampanga lên tới 5 triệu peso (96.000 USD). Thiệt hại kinh tế ở tỉnh Okinawa đạt 533 triệu ¥ (4,98 triệu USD). Quét qua bán đảo Triều Tiên, Lingling đã giết chết ba người và làm bị thương mười người khác. Gió giật đạt tới 196 km/giờ (122 dặm/giờ) ở Heuksando, sức gió mạnh nhất được ghi nhận ở nước này kể từ siêu bão Maemi năm 2003. Khoảng 161.000 hộ gia đình đã bị mất điện. Thiệt hại trên toàn quốc lên tới 6,95 tỷ ₩ (5,83 triệu USD). Ở Bắc Triều Tiên có năm người thiệt mạng với ba người khác bị thương. Cơn bão đã làm hư hại 475 ngôi nhà và tòa nhà, cũng như 46.200 ha (114.000 mẫu Anh) đất nông nghiệp. Thiệt hại tại vùng đông bắc Trung Quốc là 930 triệu CN¥ (131 triệu USD). Hơn nữa, xoáy thuận ngoại nhiệt đới Lingling đã gây ra lũ lụt ở vùng Viễn Đông của Nga, với thiệt hại tại Khu tự trị Do Thái lên tới 2 tỷ ₽ (30,4 triệu USD).